# Dần
Dần (寅) là một trong số 12 chi của Địa chi, thông thường được coi là địa chi thứ ba, đứng trước nó là Sửu, đứng sau nó là Mão.

## Lịch sử
Tháng Dần trong nông lịch là tháng giêng.
Về thời gian thì giờ Dần tương ứng với khoảng thời gian từ 03:00 tới 05:00 trong 24 giờ mỗi ngày. Về phương hướng thì Dần chỉ hướng đông đông bắc. Theo Ngũ hành thì Dần tương ứng với Mộc, theo thuyết Âm-Dương thì Dần là Dương.
Dần mang ý nghĩa là sống động, chỉ trạng thái phát triển sơ khai của cây cỏ trong khoảng thời gian này tại các vĩ độ ôn đới thấp và nhiệt đới (đầu mùa xuân theo cách hiểu của người Á Đông).
Để tiện ghi nhớ hoặc là do sự giao thoa văn hóa nên mỗi địa chi được ghép với một trong 12 con giáp. Dần tương ứng với hổ.
Trong âm lịch hiện tại thì tháng giêng là tháng khởi đầu của năm, do từ cuối năm Nguyên Phong thứ 7 (104 TCN) thì Hán Vũ Đế đã quyết định từ năm sau (103 TCN) đổi niên hiệu thành Thái Sơ và nhân thể lấy tháng Dần làm chánh nguyệt (tháng bắt đầu) của năm, khi ông cho áp dụng lịch Thái Sơ.
Trong lịch Gregory, năm Dần là năm mà chia cho 12 dư 6.

## Các can chi Dần
- Giáp Dần
- Bính Dần
- Mậu Dần
- Canh Dần
- Nhâm Dần